# Kleblach-Lind
Kleblach-Lind är en kommun  i Österrike. Den ligger i distriktet Spittal an der Drau i förbundslandet Kärnten, 280 km sydväst om huvudstaden Wien. Kommunens huvudort är Lind im Drautal.
Kommunen består av nio orter (Ortschaften) (inom parentes invånarantal 1 januari 2024):

- Blaßnig (13)
- Bärnbad (15)
- Kleblach (308)
- Lengholz (91)
- Leßnig (61)
- Lind im Drautal (562)
- Pirkeben (24)
- Radlberg (30)
- Siflitz (61)